# Zimiromus
Zimiromus là một chi nhện trong họ Gnaphosidae.